# Die längliche Kiste
Die längliche Kiste (englisch The Oblong Box) ist eine Kurzgeschichte von Edgar Allan Poe, die erstmals am 28. August 1844 in der Wochenzeitung Dollar Newspaper veröffentlicht wurde. Die Geschichte handelt von einer Seereise und einer mysteriösen Kiste.

## Inhalt
Der namenlose Protagonist und Erzähler bucht auf dem Paketschiff „Independence“ von Kapitän Hardy eine Überfahrt von Charleston nach New York. Auf der Passagierliste entdeckt er den Namen des Künstlers Cornelius Wyatt, mit dem er seit der gemeinsamen Studienzeit befreundet ist.
Auf Grund „eingetretener Umstände“ verschiebt sich die Abfahrt der „Independence“ um eine Woche. Wyatt hat eine längliche Kiste als Extragepäck an Bord. Der Erzähler vermutet, dass sich in der Kiste eine Kopie des Abendmahles von Leonardo da Vinci befindet. Allerdings wundert er sich über den seltsamen Geruch aus der Kiste, führt dies jedoch auf Farbe oder Teer zurück. Auffällig ist auch das Verhalten von  Wyatt: Sein früherer Enthusiasmus ist einer Melancholie gewichen und er hält Abstand von den Passagieren.
Jeden Abend gegen 11 Uhr verlässt Wyatts Frau die Kajüte und geht in eine Extrakajüte, wo sie bis zum Morgen bleibt. Der Erzähler meint zu hören, wie sein Freund Wyatt mit einem wollumhüllten Hammer die Nägel der Kiste herausschlägt, um sie zu öffnen. Anschließend vernimmt er ein Schluchzen oder Murmeln, das er als Ausdruck der künstlerischen Begeisterung Wyatts interpretiert. Bei Tagesanbruch glaubt der Erzähler wiederum das Einschlagen der Nägel in ihre alten Löcher zu hören.
Am siebten Tag auf See, als sich die Independence vor dem Kap Hatteras befindet, kommt ein Sturm auf, der sich nach zwei Tagen zu einem Orkan entwickelt und das Schiff schwer beschädigt. Der Großteil der Passagiere rettet sich in einem großen Beiboot, vierzehn weitere Passagiere, unter anderem der Erzähler, Kapitän Hardy sowie Wyatt und seine Frau nehmen in einer Jolle am Heck des Paketschiffes Platz. Wyatt jedoch will noch die längliche Kiste von Bord des Paketschiffes auf die Jolle holen. Als man versucht ihn davon abzubringen, springt er in das Meer, um zum Paketschiff zu schwimmen. Dort angekommen ergreift er ein Seil im Lee, geht an Bord, zerrt die Kiste aus der Kajüte an Deck, schlingt ein Tau um sich und die Kiste und stürzt sich mit ihr ins Meer, wo er schneller versinkt, als vom Erzähler erwartet.
Nach vier Tagen landet die Jolle in einer Bucht gegenüber Roanoke Island. Einen Monat nach dem Untergang der Independence trifft der Erzähler Kapitän Hardy und erfährt, dass die Ehefrau Wyatts vor der Reise verstarb. Wyatt wollte den Leichnam seiner Schwiegermutter überbringen. Da viele Passagiere wegen eines Leichnams an Bord die Überfahrt storniert hätten, tarnte man den Sarg als Passagiergut. Wyatts Dienerin spielte die Rolle der Ehefrau, deren Passage bereits gebucht war.

## Deutsche Ausgaben (Auswahl)
- 1861: ungekannter Übersetzer: Die längliche Kiste. J. Scheible, Stuttgart
- 1896: unbekannter Übersetzer: Die längliche Kiste. Hendel, Halle/S.
- 1901: Hedda Moeller: Die längliche Kiste. J.C.C. Bruns, Minden
- 1922: M. Bretschneider: Die längliche Kiste. Rösl & Cie., München
- 1922: Gisela Etzel: Die längliche Kiste. Propyläen, München
- ca. 1925: Bernhard Bernson: Die längliche Kiste. Josef Singer Verlag, Straßburg
- 1927: Julius Emil Gaul: Die lange Kiste. Rhein-Elbe-Verlag, Hamburg
- 1953: Günther Steinig: Die längliche Kiste. Dieterich, Leipzig
- 1955: Arthus Seiffhart: Die längliche Kiste. Tauchnitz, Stuttgart
- 1960: Christel und Helmut Wiemken: Die längliche Kiste. Schünemann, Bremen
- 1966: Arno Schmidt: Die längliche Kiste. Walter Verlag, Freiburg i. Br.
- 1989: Heide Steiner: Die längliche Kiste. Insel-Verlag, Leipzig, ISBN 3-7351-0115-1